# アサバスカ
アサバスカ（英: Athabasca）は、カナダのアルバータ州北部、アサバスカ郡の町。アサバスカ郡の行政府がおかれている。
エドモントンからは約45km北にあり、アルバータ州道2号線とアルバータ州道55号線の交差する場所で、アサバスカ川の川岸にある。かつてはアサバスカ・ランディング（Athabasca Landing）と呼ばれていた。

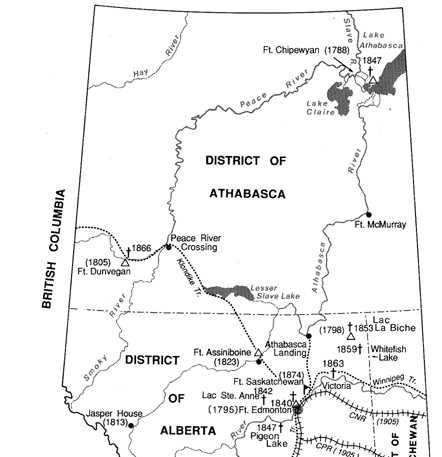
準州時代の北部アルバータ

## 歴史
アサバスカの名はクリー族に発祥する。1889年ごろにはアサバスカ・ランディングと呼ばれ、1904年にアサバスカに改称された。このアルバータ、サスカチュワン北部の地域全体を「アサバスカ地域」と呼ぶ時代もあった。

## 教育
- アサバスカ大学